# (38432) 1999 RU235
1999 RU235 (asteroide 38432) é um asteroide da cintura principal. Possui uma excentricidade de 0.07485720 e uma inclinação de 10.78976º.
Este asteroide foi descoberto no dia 8 de setembro de 1999 por CSS em Catalina.